# Barbapapa
A Barbapapa egy francia gyermekkönyvsorozat címe, valamint a sorozat főszereplőjének neve. A Barbapapát 1970-es években írta Annette Tison és Talus Taylor Párizsban. Számos nyelvre lefordították. Rövid, 45 részből álló rajzfilmváltozata 1974-ben még szélesebb közönséghez is eljutott.

## Szereplők

### Barba család
- Barbapapa: egy általában körte alakú, rózsaszín alakváltó teremtmény, aki megpróbál beilleszkedni az emberi világba. Mikor különleges képességét használja, általában a „Hüpp-hüpp-hüpp-barba-trükk” szavakat (varázsigét?) mondja. Különböző szórakoztató kalandok után találkozik fajtája egy nőstényével, aki fekete színű és Barbamamának nevezik. Hét gyermekük születik, mind különböző színű.
- Barbamama: egy fekete nőstény alakváltó teremtmény, Barbapapa felesége.
- Barbazoo: egy sárga alakváltó kölyök teremtmény, aki szereti az állatokat.
- Barbalala: egy zöld alakváltó lány kölyök teremtmény, aki szereti a zenét.
- Barbabella: egy lila alakváltó lány kölyök teremtmény, aki szeret táncolni.
- Barbakondi: egy piros alakváltó kölyök teremtmény, aki szeret tornázni és nyomozni.
- Barbatudor: egy kék alakváltó kölyök teremtmény, aki feltalálja a dolgokat.
- Barbakata: egy narancssárga alakváltó lány kölyök teremtmény, aki szemüveget visel.
- Barbapamacs: egy fekete szőrös alakváltó kölyök teremtmény, aki szeret festeni és műveket alkotni.

### Ember
- François: vörös hajú fiútestvér.
- Francine: szőke hajú lánytestvér.

## Magyar változat
Mesélő: Gruber Hugó és Némedi Mari

## Alternatív címek
A Barbapapa címei más nyelveken:
- Arab باربا بابا.
- Perzsa باربا پاپا.
- Héber ברבאבא.
- Olasz Barbapapà.
- Spanyol Barbapapá.
- Kínai 巴巴爸爸.
- Svéd Barbapapa
- Japán バーバパパ